# BloGTK
BloGTK es un cliente de blogging escrito, principalmente, para GNU/Linux usando Python y PyGTK y cuyo código se publica bajo la licencia BSD. A pesar de que en su página web se menciona que está orientado a Linux, al estar escrito en Python y usar la biblioteca gráfica PyGTK, podría ser ejecutado en cualquier otro sistema operativo que los soporte sin cambio alguno en el código o con cambios mínimos. 
Actualmente incluye soporte para las siguientes API de blogging:
- MetaWeblog API
- Movable Type API
- Blogger API